# Cal Tapadores
Cal Tapadores és una obra del municipi de Moià (Moianès) inclosa en l'Inventari del Patrimoni Arquitectònic de Catalunya.

## Descripció
És una nau industrial de tipologia anglesa d'uns 50 metres de llarg i 10 metres d'ample. Consta de dues plantes. A la façana es van repetint deu mòduls que presenten a la part superior una obertura petita i una de gran, i a la inferior dues possibles obertures (una d'estreta i l'altra més ampla). Part de l'edifici ha sofert una reconversió en habitatges unifamiliars adossats: la planta superior ha passat a habitatge (l'obertura gran s'ha transformat en balcó) i a la planta inferior en establiment comercial, obrint la porta estreta que condueix a l'habitatge.
L'estructura d'aquesta construcció és suportada mitjançant uns pilars de ferro colat, típic d'aquestes estructures angleses.

## Història
Aquest edifici industrial, de principis de segle, respon a la tipologia típica de la nau anglesa que ha estat pensada per una futura utilització com a habitatge. Cada mòdul dona com a resultat la típica casa anglesa unifamiliar, amb la simple construcció d'una paret entremitgera, la transformació de les obertures grans amb balcons i les entrades estretes amb portes d'accés als habitatges.